# Caravelle (navire)
Pour les articles homonymes, voir Caravelle.

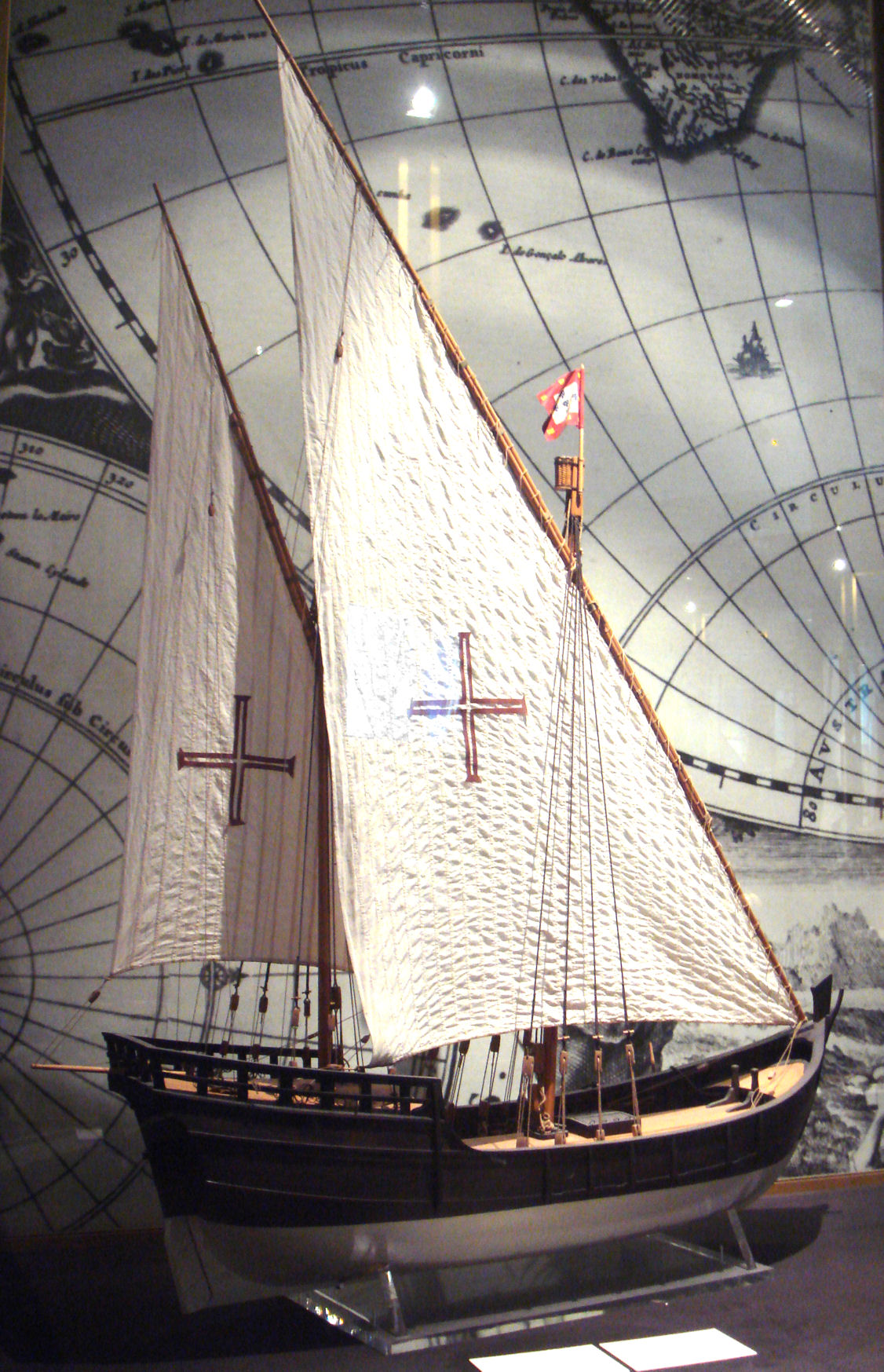
Modèle de caravelle portugaise à voiles latines.

La caravelle (en portugais : caravela, en espagnol : carabela) est un navire à voiles à hauts bords inventé par les Portugais au XVe siècle dans le cadre de l'entreprise d'exploration lancée en 1415 par le prince Henri le Navigateur le long des côtes d'Afrique et dans les îles de l'océan Atlantique (Madère et les Açores) .

## Étymologie
Le mot « caravelle » est une francisation du mot portugais caravela, dérivé de cáravo, lui-même issu du latin tardif carabus (« barque recouverte de peaux ») utilisé au VIe siècle, transposition de carabus signifiant « crabe ».

## Caractéristiques
La combinaison d'une coque haute, d'un faible tirant d'eau et d'une voilure très manœuvrable fait des caravelles des bateaux révolutionnaires. Les caravelles étaient en principe protégées par le secret d'État : selon la volonté du roi Jean II, ces navires ne pouvaient être ni vendus ni prêtés à des étrangers sans son autorisation.

### Les premières caravelles
La caravelle apparaît au XVe siècle au Portugal. C'est une embarcation d'une longueur de 20 à 30 mètres,  avec un tonnage de l'ordre de 200 tonnes et un tirant d'eau réduit.
Les bords élevés permettent d'affronter les lames de l'océan Atlantique. Au cours des campagnes d'exploration de Henri le Navigateur, les caravelles se révèlent adaptées à la navigation en haute mer. La coque large qui n'a qu'un faible tirant d'eau, et le fond plat renforcé conviennent aussi à une exploration côtière.
Comme la caraque, la caravelle a plusieurs mâts où sont fixées des voiles auriques (trapézoïdales) favorables au vent arrière. Et des voiles latines (triangulaires) fixées librement au mât avec de longues vergues (cf. la Boa Esperança ci-contre) qui permettent de naviguer contre le vent.

### Évolution
Au Moyen Âge, les coques étaient construites à partir d'un assemblage de bordés renforcé ensuite par des membrures. À la fin du XVe siècle, une nouvelle technique apparaît dans la construction des caravelles, consistant à installer d'abord les membrures sur la quille, et à les garnir ensuite de bordés.
Le gaillard d'avant et le château arrière augmenté sont apparus ultérieurement (cf. la Lisa von Lübeck). Ils donnent aux caravelles une plus grande stabilité et une meilleure manœuvrabilité, permettant une meilleure remontée au vent.

## Utilisation durant les grandes découvertes historiques

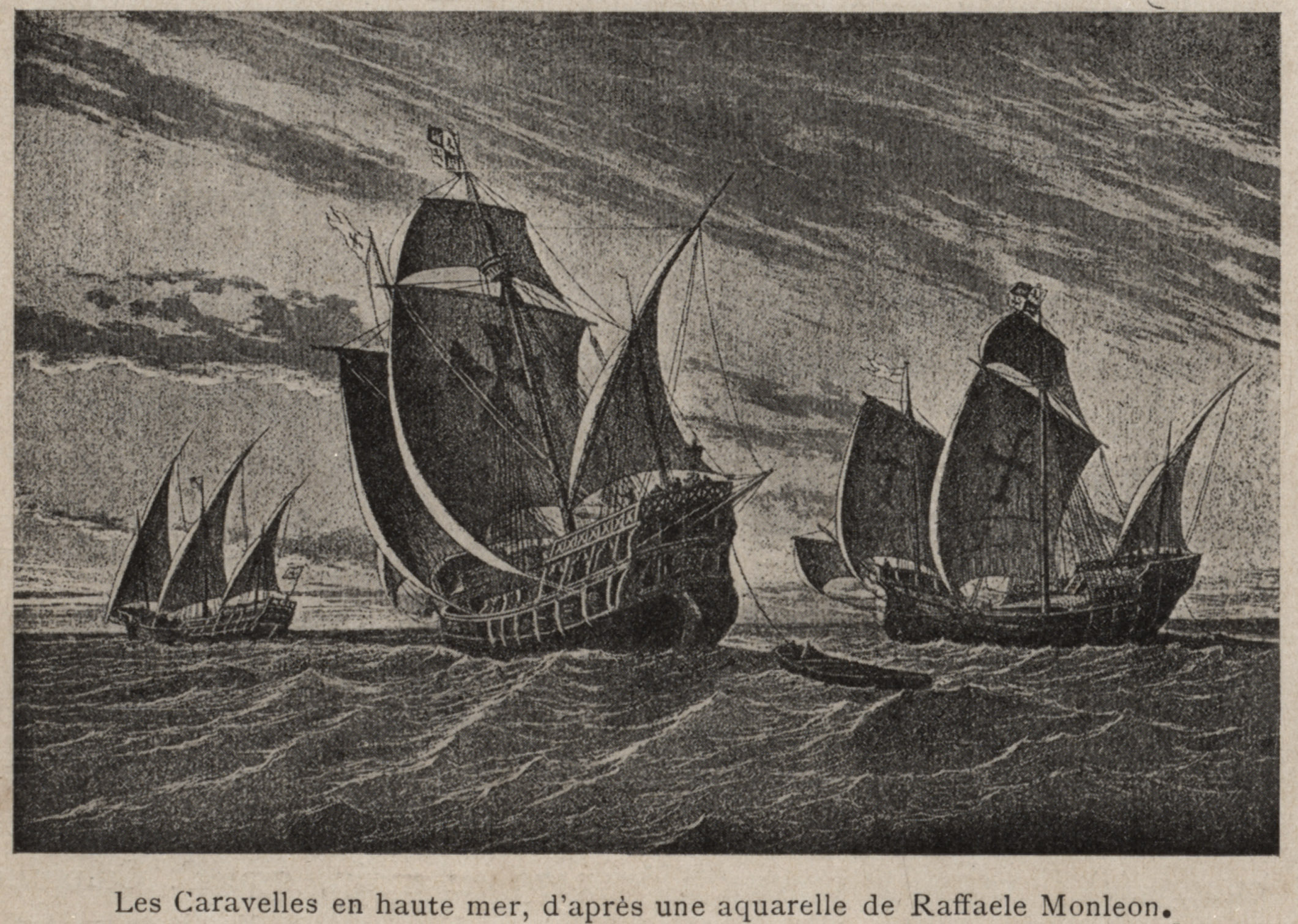
« Les caravelles en haute mer », extrait du livre Christophe Colomb vu par un marin.

De grands navigateurs ont utilisé la caravelle.
- En 1487-1488, le navigateur Bartolomeu Dias dépasse le cap de Bonne-Espérance, au sud de l'Afrique, ouvrant la route de l'océan Indien vers les Indes aux Portugais.
- En 1492-1493, l'escadre castillane de Christophe Colomb pour son premier voyage transatlantique (Palos de la Frontera-La Gomera dans les Canaries-San Salvador aux Bahamas) comprend une caraque, la Santa Maria, navire amiral, et deux caravelles la Pinta et la Niña ; la Santa Maria s'échouant sur l'île d'Hispaniola en décembre 1492, le voyage retour se fait avec les deux caravelles.
- En 1498, le Portugais Vasco de Gama, premier Européen à atteindre l'Inde par le cap de Bonne-Espérance, navigue sur une caravelle.
- En 1522, Cristóvão de Mendonça longe les côtes australiennes de La Grande Jave avec trois caravelles.

## Reproductions de caravelles

### Le quai des Caravelles à Palos de la Frontera
Les trois navires, dont deux caravelles, du premier voyage de Christophe Colomb ont été reproduits en 1992 et sont aujourd'hui installés à Palos, sur le quai des Caravelles (Muelle de las Carabelas), situé sur le Rio Tinto en contrebas de la colline de la Rábida. Les trois reproductions font partie d'un musée géré par la province de Huelva.

### La caravelle de Lagos
Une reproduction de la caravelle Boa Esperança a été construite en 1990 au Portugal.